# デ・クロー内閣
デ・クロー内閣（で・くろーないかく）は、アレクサンダー・デ・クロー（Alexander De Croo）を首相として2020年10月1日に成立したベルギーの内閣。

## 概要
2019年5月の連邦議会選挙で、当時のミシェル内閣の連立与党は過半数を獲得できなかったが、各党の連立交渉が難航し、新たな内閣が定まらないまま、暫定政府として続いていた。シャルル・ミシェル首相が欧州理事会議長に選出されたため、 2019年10月にはソフィー・ウィルメスを首相とするウィルメス内閣となり、暫定政府が継続していた。2020年になり7党（社会党（PS）、改革運動（MR）、エコロ（Ecolo）、フラームス自由民主（Open Vld）、キリスト教民主フラームス（CD&V）、社会党・別（SP. a）、フルン（Groen））による連立がまとまり、選挙から16か月（469日）後の10月1日に、フラームス自由民主所属のアレクサンダー・デ・クローを首相とする内閣が発足した。
社会主義（PS、SP.A）・リベラル（MR、Open Vld）・環境（Ecolo、Groen）・キリスト教民主主義（CD&V）の4つの立場の政党による連立であることから、「ヴィヴァルディ連立」（音楽家ヴィヴァルディの楽曲「四季」にちなむ）と呼ばれる。

## 構成
大臣（Ministers）15人と閣外大臣（Secretaries of State）閣外大臣5人の計20人で構成される。政党別では、社会党（PS）が4人、社会党・別（PS.A）及びフルン（Groen）が2人ずつ、他の4党から3人ずつとなっている。また閣僚の半数（10人）を女性が占め、ジェンダーバランスにも配慮した政権となった。ペトラ・ド・ズッター副首相兼公共サービス・国営企業・電気通信・郵政大臣は、ヨーロッパで初の自身がトランスジェンダーであることを公表している大臣となった。
| 大臣（Ministers）                                                              | 大臣（Ministers）                                               | 大臣（Ministers）           | 大臣（Ministers） | 大臣（Ministers）                 |
| 役職名                                                                         | 氏名                                                            | 任期                        | 所属政党          | 所属政党                          |
| ------------------------------------------------------------------------------ | --------------------------------------------------------------- | --------------------------- | ----------------- | --------------------------------- |
| 首相                                                                           | アレクサンダー・デ・クロー （Alexander De Croo）                | 2020年10月1日-              |                   | フラームス自由民主 （Open VLD）   |
| 副首相兼経済・労働大臣                                                         | ピエール＝イブ・デルマニュ （Pierre-Yves Dermagne）             | 2020年10月1日-              |                   | 社会党 （PS）                     |
| 副首相兼外務・欧州・対外貿易・連邦文化機関大臣                                 | ソフィー・ウィルメス （Sophie Wilmes）                          | 2020年10月1日-2022年7月15日 |                   | 改革運動 （MR）                   |
| 副首相兼外務・欧州・対外貿易・連邦文化機関大臣                                 | アジャ・ラビブ （Hadja Lahbib）                                 | 2022年7月15日-              |                   | 改革運動 （MR）                   |
| 副首相兼モビリティー大臣                                                       | ジョルジュ・ジルキネ （Georges Gilkinet）                       | 2020年10月1日-              |                   | エコロ （Ecolo）                  |
| 副首相兼財務大臣 （脱税対策担当）                                              | ビンセント・バン・ペーテルゲン （Vincent Van Peteghem）         | 2020年10月1日-              |                   | キリスト教民主フラームス （CD&V） |
| 副首相兼社会事業・厚生大臣                                                     | フランク・バンデンブルク （Frank Vandenbroucke）                | 2020年10月1日-              |                   | 社会党・別 （SP.A）               |
| 副首相兼公共サービス・国営企業・電気通信・郵政大臣                             | ペトラ・ド・ズッター （Petra De Sutter）                        | 2020年10月1日-              |                   | フルン （Groen）                  |
| 副首相兼法務・北海大臣                                                         | ビンセント・バン・クイッケンボルン （Vincent Van Quickenborne） | 2020年10月1日-              |                   | フラームス自由民主 （Open VLD）   |
| 中産階級・自営業・中小企業・農業・行政改革・民主主義改革大臣                   | ダヴィッド・クラランバル （David Clarinval）                    | 2020年10月1日-              |                   | 改革運動 （MR）                   |
| 年金・社会統合大臣 （障害者・貧困対策・ベリリス担当）                          | カリーヌ・ラリュー （Karine Lalieux）                           | 2020年10月1日-              |                   | 社会党 （PS）                     |
| 防衛大臣                                                                       | リュディビーヌ・ドゥドンデ （Ludivine Dedonder）                | 2020年10月1日-              |                   | 社会党 （PS）                     |
| 環境・気候・持続可能な開発・グリーンディール大臣                               | ザキア・カタビ （Zakia Khattabi）                               | 2020年10月1日-              |                   | エコロ （Ecolo）                  |
| 内務・行政改革・民主主義改革大臣                                               | アナリス・ヴェルリンデン （Annelies Verlinden）                 | 2020年10月1日-              |                   | キリスト教民主フラームス （CD&V） |
| 開発援助大臣 （大都市担当）                                                    | メリヤム・キティール （Meryame Kitir）                          | 2020年10月1日-              |                   | 社会党・別 （SP.A）               |
| エネルギー大臣                                                                 | ティネ・バン・デ・ストラーテン （Tinne Van der Straeten）       | 2020年10月1日-              |                   | フルン （Groen）                  |
| 閣外大臣（Secretaries of State）                                               |                                                                 |                             |                   |                                   |
| 経済復興、国家投資戦略担当閣外大臣 （科学政策担当）／※経済・労働大臣付         | トーマス・デルミン （Thomas Dermine）                           | 2020年10月1日-              |                   | 社会党 （PS）                     |
| デジタル化担当閣外大臣 （行政簡素化・プライバシー保護・建物公団担当）／※首相付 | マチュー・ミシェル （Mathieu Michel）                           | 2020年10月1日-              |                   | 改革運動 （MR）                   |
| 機会の均等・ジェンダー平等・多様性担当閣外大臣 ※モビリティ大臣付               | サラ・シュリッツ （Sarah Schlitz）                              | 2020年10月1日-              |                   | エコロ （Ecolo）                  |
| 難民移民担当閣外大臣 （国営宝くじ担当）／※内務・行政改革・民主主義改革大臣付   | サミー・マディ （Sammy Mahdi）                                  | 2020年10月1日-              |                   | キリスト教民主フラームス （CD&V） |
| 予算、消費者保護担当閣外大臣 ※法務・北海大臣付                                 | エバ・ド・ブレケル （Eva De Bleeker）                           | 2020年10月1日-              |                   | フラームス自由民主 （Open VLD）   |